# 非法圖利 (1951年電影)
是一部1951年黑白黑色電影，由約翰·克倫威爾執導，加上未掛名的尼古拉斯·雷、泰·加內特、Sherman Todd和梅爾·法利爾幫助執導。本片主演有羅拔·米湛、麗莎貝絲·斯科特、勞勃·雷恩、威廉·康拉德和雷·柯林斯。
本片是1928年電影《非法圖利》的重拍版，根據巴特利特·科馬克的戲劇改編而成。（愛德華·羅賓遜在最初的百老匯版中扮演詐騙販。）

## 演員
- 羅拔·米湛 飾 Captain Thomas McQuigg
- 麗莎貝絲·斯科特（英语：Lizabeth Scott） 飾 Irene Hayes
- 勞勃·雷恩 飾 Nick Scanlon
- 威廉·塔爾曼（英语：William Talman (actor)） 飾 Officer Bob Johnson
- 雷·柯林斯（英语：Ray Collins (actor)） 飾 District Attorney Mortimer X. Welch
- 喬伊斯·麥肯齊（英语：Joyce MacKenzie） 飾 Mary McQuigg
- 羅伯特·赫頓（英语：Robert Hutton (actor)） 飾 Dave Ames
- 維吉妮婭·休斯頓（英语：Virginia Huston） 飾 Lucy Johnson
- 威廉·康拉德（英语：William Conrad） 飾 Detective Sergeant Turk
- 華特·桑德（英语：Walter Sande） 飾 Precinct Sgt. Jim Delaney
- Les Tremayne（英语：Les Tremayne） 飾 Harry Craig
- 唐·波特（英语：Don Porter） 飾 R.G. Connolly
- 華特·鮑德溫（英语：Walter Baldwin） 飾 Booking Sgt. Sullivan
- 布雷特·金（英语：Brett King） 飾 Joe Scanlon
- Richard Karlan 飾 Breeze Enright
- 蒂托·沃洛（英语：Tito Vuolo） 飾 Tony，Nick的理髮師
- 米爾本·史東（英语：Milburn Stone） 飾 Craig的小隊成員（未掛名）

## 外部連結
- 互联网电影数据库（IMDb）上《The Racket》的资料（英文）
- AllMovie上《The Racket》的资料（英文）
- TCM电影资料库上《The Racket》的资料（英文）
- YouTube上的The Racket film scene